# Merrill's Marauders
I Merrill's Marauders (cioè i "Predoni di Merrill", nome informale che ricorda quello del loro comandante Frank Merrill) o Unità Galahad, con designazione ufficiale 5307th Composite Unit (Provisional), erano un'unità militare statunitense per operazioni speciali di penetrazione a lungo raggio e guerra nella giungla, che combatté nel Teatro del sud-est asiatico durante la Seconda guerra mondiale (1943-1944). Il reparto divenne famoso per le missioni di penetrazione in profondità dietro le linee giapponesi, in cui spesso affrontò forze nemiche numericamente preponderanti. Alle imprese dei Merrill's Marauders, tra l'altro, è ispirato il film L'urlo della battaglia.

## Formazione e addestramento
Nella Conferenza di Québec (1943), i leader alleati decisero di formare un'unità USA di penetrazione in profondità che avrebbe attaccato le truppe giapponesi in Birmania. La nuova forza USA era direttamente ispirata alla Long Range Penetration Force Chindits, di Orde Wingate, e ne ricalcava parzialmente il modello. Circa 3 000 uomini si offrirono volontari per farne parte.
Un memorandum emesso dalla Operations Division (OPD) del War Department in data 18 settembre 1943 (OPD 320.2) delineò la proposta di composizione della nuova forza americana di penetrazione a lungo raggio, che sarebbe stata formata esclusivamente da volontari. Il Caribbean Defense Command fornì 960 effettivi esperti di giungla, altri 970 addestrati alla giungla vennero dalle Army Ground Forces (con base negli Stati Uniti continentali) ed altre 674 truppe da giungla "collaudate in combattimento" sortirono dal  South Pacific Command (veterani dell'esercito che avevano fatto le campagne di Guadalcanal e delle isole Salomone), e tutti questi uomini dovevano riunirsi a Nouméa (Nuova Caledonia). Il generale Douglas MacArthur ricevette anche l'ordine di trasferire 274 volontari dell'esercito con esperienza di combattimento dal Southwest Pacific Command, veterani delle campagne di Nuova Guinea e di Bougainville. Alcuni veterani del Pacifico venivano dal carcere militare, e avevano riavuto la libertà per essersi offerti volontari. Furono sparpagliati nella nuova unità e venivano soprannominati "The Dead End Kids" con riferimento ad una serie cinematografica di Hollywood sulle storie di giovani delinquenti.
L'unità ebbe la designazione ufficiale di 5307th Composite Unit (Provisional) ed il nome in codice Galahad. Gli uomini furono dapprima spediti in India con arrivo a Bombay per ferrovia il 31 ottobre 1943. Lì ricevettero rinforzi di personale Air Corps e del Signal Corps, più una compagnia di trasporto animale con muli e conduttori esperti. Tutti i membri furono dotati di uniformi verde oliva "Herringbone-Twill" di cotone, tute da combattimento M-1943, scarponi "Type II" (con o senza fasce di tela), stivali da giungla, buffetterie in tela, coperta (mezza tenda o "metà riparo" a ciascun uomo), poncho, e un machete o kukri per sfoltire la vegetazione. Tra le armi leggere c'erano l'M1 Garand in calibro .30-06, il fucile da tiratore scelto (nello stesso calibro) M1903A4, la carabina M1 in calibro .30 (Carbine), il mitra Thompson calibro .45, la pistola M1911 (nello stesso calibro), il BAR calibro .30-06 (nella versione fucile mitragliatore M1922) e la mitragliatrice calibro .30 a nastro, con raffreddamento ad aria Browning M1919. I muli trasportavano radio, munizioni e le armi di squadra più pesanti, tra cui il bazooka da 2,36 pollici M1A1 e il mortaio statunitense da 60 mm M2; quest'ultimo veniva spesso usato senza bipiede per un più celere dispiegamento.
La 5307th in origine era destinata ad addestrarsi nella tattica di penetrazione in profondità sotto la direzione del brigadier generale Orde Charles Wingate, comandante dei Chindits. A Deolali, 200 km fuori Bombay, le truppe sia ad una preparazione fisica sia ad un addestramento in ordine chiuso, prima di partire per Deogarh (India). L'unità doveva avere 700 animali, tra cui 360 muli. Dovevano essere così numerosi, ma la nave che li stava trasportando fu silurata nel Mar Arabico. Furono sostituiti con 360 cavalli waler australiani originariamente assegnati al 112th Cavalry in Nuova Caledonia, ma successivamente giudicati inadatti alla guerra nella giungla. Dopo essere stati trasferiti in India, avevano equipaggiato l'esercito cinese prima di essere affiancati alla 5307th. Da fine novembre 1943 a fine gennaio 1944 la 5307th restò a Deogarth addestrandosi a fondo. Tutto il personale fu istruito su esplorazione e pattugliamento, attraversamento di corsi d'acqua, armi, navigazione, demolizioni, mimetizzamento, attacchi di piccole unità su trinceramenti, evacuazione di personale ferito, e l'allora innovativa tecnica di rifornimento paracadutato. In dicembre la 5307th svolse una manovra di sette giorni in coordinamento con forze chindit.

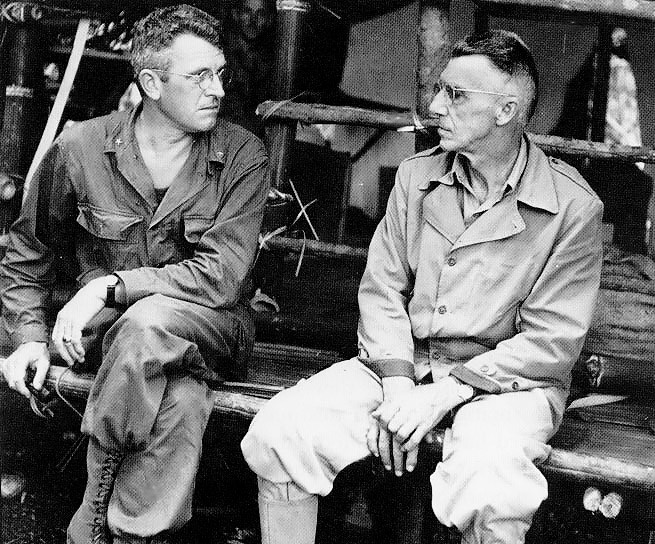
Merrill e Stilwell in Birmania

Tuttavia, il generale americano Joseph Stilwell non transigeva sul fatto che le sole truppe da combattimento USA disponibili sul teatro non sarebbero state agli ordini dei britannici.
Essendo l'unico comandante alleato a non disporre di un contingente di fanteria tratto dal suo esercito, Stilwell sapeva che non avrebbe avuto un peso reale sulla strategia alleata terrestre in Birmania a meno che avesse ottenuto la guida dei marauders. L'ammiraglio Louis Mountbatten, supremo comandante del South East Asia Command (SEAC), fu persuaso da Stilwell, vicecomandante supremo alleato, che essi sarebbero dovuti dipendere dal Northern Combat Area Command (NCAC). Stilwell incaricò il brigadier generale Frank Merrill di comandarli, e per questo i corrispondenti di guerra americani soprannominarono il reparto "Merrill's Marauders".

## Operazioni
Al principio del 1944, i Marauders furono organizzati come unità d'assalto di fanteria leggera, che si avvaleva di muli per trasportare mortai da 60 mm, bazooka, munizioni, apparati radio e provviste. Sebbene i tre battaglioni della 5307th fossero comparabili numericamente ad un reparto di dimensione reggimentale, la sua mancanza di un supporto con armi pesanti implicava che la sua potenza di combattimento fosse inferiore a quella di un ordinario battaglione americano di fanteria, un fatto che il generale Stilwell e lo stato maggiore del suo NCAC non sempre gradivano. Senza armi pesanti d'appoggio, l'unità doveva puntare tutto sulla flessibilità e sulla sorpresa per sperare di sconfiggere forze giapponesi notevolmente più consistenti.
Il peso era un vincolo fondamentale per i Marauders, per cui era indispensabile disporre di una razione da combattimento compatta e leggera; purtroppo, la miglior soluzione, la razione da giungla, da 4 000 calorie giornaliere, non venne più prodotta dal 1943 per ragioni di costo. Su consiglio degli addetti alla sussistenza militare di Washington, il generale Stilwell ed il suo stato maggiore decisero che la distribuzione quotidiana di una razione K U.S. Army da 2 830 calorie (una razione K = tre pasti) sarebbe stata sufficiente a mantenere in gioco i Marauders. La razione K soddisfaceva il requisito della compattezza, però aveva meno calorie e fibre, senza contare che alcune sue componenti erano così poco invitanti che venivano gettate via da molti utilizzatori.
Su consiglio del generale britannico Orde Wingate, la forza fu suddivisa in due gruppi da combattimento autonomi per ciascun battaglione. Nel febbraio 1944, con un attacco teso ad interrompere le operazioni offensive giapponesi, tre battaglioni ripartiti in sei gruppi da combattimento (con il nome in codice Red, White, Blue, Khaki, Green e Orange) si portarono in Birmania. Il 24 febbraio la forza iniziò una marcia di circa 1 600 km nella regione himalayana del Patkai e nella giungla birmana dietro le linee nipponiche. In totale 2 750 Marauders penetrarono in Birmania; gli altri 247 uomini rimasero in India come personale di comando e supporto.

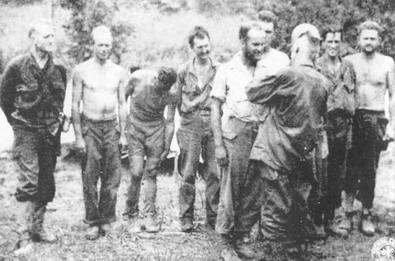
il generale Stilwell conferisce medaglie a Myitkyina

Durante la missione in Birmania, i Marauders erano normalmente in condizione di inferiorità numerica rispetto ai giapponesi della 18ma divisione, ma infliggevano sempre più perdite di quante ne subissero. Guidati dai Kachin scouts, e sfruttando mobilità e sorpresa, i Marauders tormentavano le linee di rifornimento e comunicazione, bersagliavano le pattuglie e assaltavano le retrovie giapponesi, in un caso riuscendo a tagliare fuori la retroguardia nipponica nei pressi di Maingkwan. Vicino a Walawbum, una città che stando al comando NCAC di Stilwell era poco presidiata, il 3º battaglione uccise circa 400-500 soldati nemici. I giapponesi erano regolarmente sorpresi dal sostenuto e preciso volume di fuoco che li batteva quando attaccavano le posizioni dei Marauders. I loro ufficiali, forti dell'esperienza in combattimento, avevano accuratamente integrato il tiro dei mortai leggeri e delle mitragliatrici, e praticamente ogni uomo era dotato di un'arma semiautomatica o automatica con la quale si era addestrato fino ad elevato livello di abilità. In marzo spezzarono le linee di rifornimento nipponiche nella valle dell'Hukawng.
Informato dai britannici che la situazione ad Imphal era sotto controllo, Stilwell volle lanciare un assalto finale per catturare il campo d'aviazione giapponese di Myitkyina. Sempre all'erta contro la potenziale interferenza dei britannici, Stilwell non coordinava i suoi piani con l'ammiraglio Mountbatten, trasmettendo invece ordini separati per le sue forze cinesi e i Marauders. Gli uomini si presero una breve pausa a Shikau Gau, un villaggio nella radura della giungla in cui barattavano le loro 10-in-1 food parcel e razioni C con uova fresche e pollo. I Marauders colsero pure l'opportunità di prendere un po' di sole nel tentativo di contrastare l'esordio di varie malattie fungine della pelle. Ora ridotta a poco più di 2 200 effettivi, la 5307th iniziò una serie di battaglie sulla via di Myitkyina.

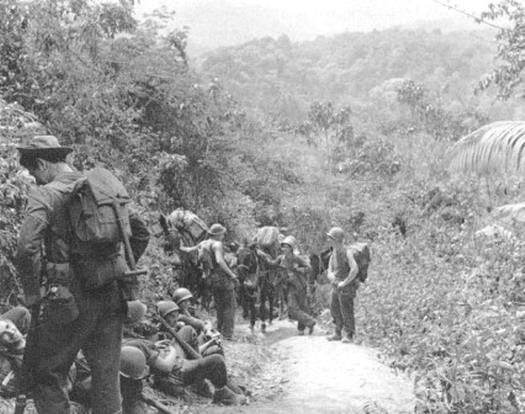
I Marauders si riposano in una sosta lungo la pista nella giungla presso Nhpum Ga

In aprile, il generale Stilwell ordinò ai Marauders di costituire una posizione di arresto nei pressi di Nhpum Ga e di conservarla malgrado gli attacchi giapponesi: un'azione difensiva convenzionale inadatta alle caratteristiche del reparto. A tratti circondati, i Marauders coordinarono i propri battaglioni dandosi reciproca assistenza per spezzare l'assedio dopo una serie di violenti assalti da parte nipponica. A Nhpum Ga i Marauders uccisero 400 soldati giapponesi, ma tra le proprie file accusarono 57 morti, 302 feriti e 379 inabili al servizio per malattia e sfinimento. Dei loro 200 muli, 75 furono abbattuti dal fuoco di artiglieria e mortai. Una contemporanea epidemia di dissenteria amebica (contratta dopo il ricongiungimento con le forze cinesi) ridusse ulteriormente la loro effettiva consistenza tattica. Sebbene i Marauders avessero sino a quel punto evitato le perdite dovute a questa letale malattia (in parte ricorrendo a tavolette di alazone e a severe procedure di igienizzazione campale), la condivisione dell'accampamento con la fanteria cinese, che usava i fiumi come latrine, rese evidente la loro disfatta (le truppe cinesi, che bollivano sempre l'acqua prima di berla, non vennero seriamente contagiate).
Gli svantaggi di dotare i Marauders di una sola razione K al giorno cominciarono in quel momento a farsi sentire, poiché le truppe erano sempre più denutrite; l'inizio della stagione delle piogge, assieme alla pressione giapponese ed all'ambiente inospitale, impedì molti lanci di rifornimenti, inasprendo il problema. Perfino a quel punto, una razione K (tre pasti) al giorno veniva ritenuta adeguata dallo stato maggiore del generale Stilwell, integrata da occasionali distribuzioni di riso secco, prosciutto, pane, dolciumi e razioni C. Quando incontravano le truppe cinesi, molti soldati barattavano le sigarette delle razioni K con riso ed altre vivande.

### Myitkyina, l'epilogo

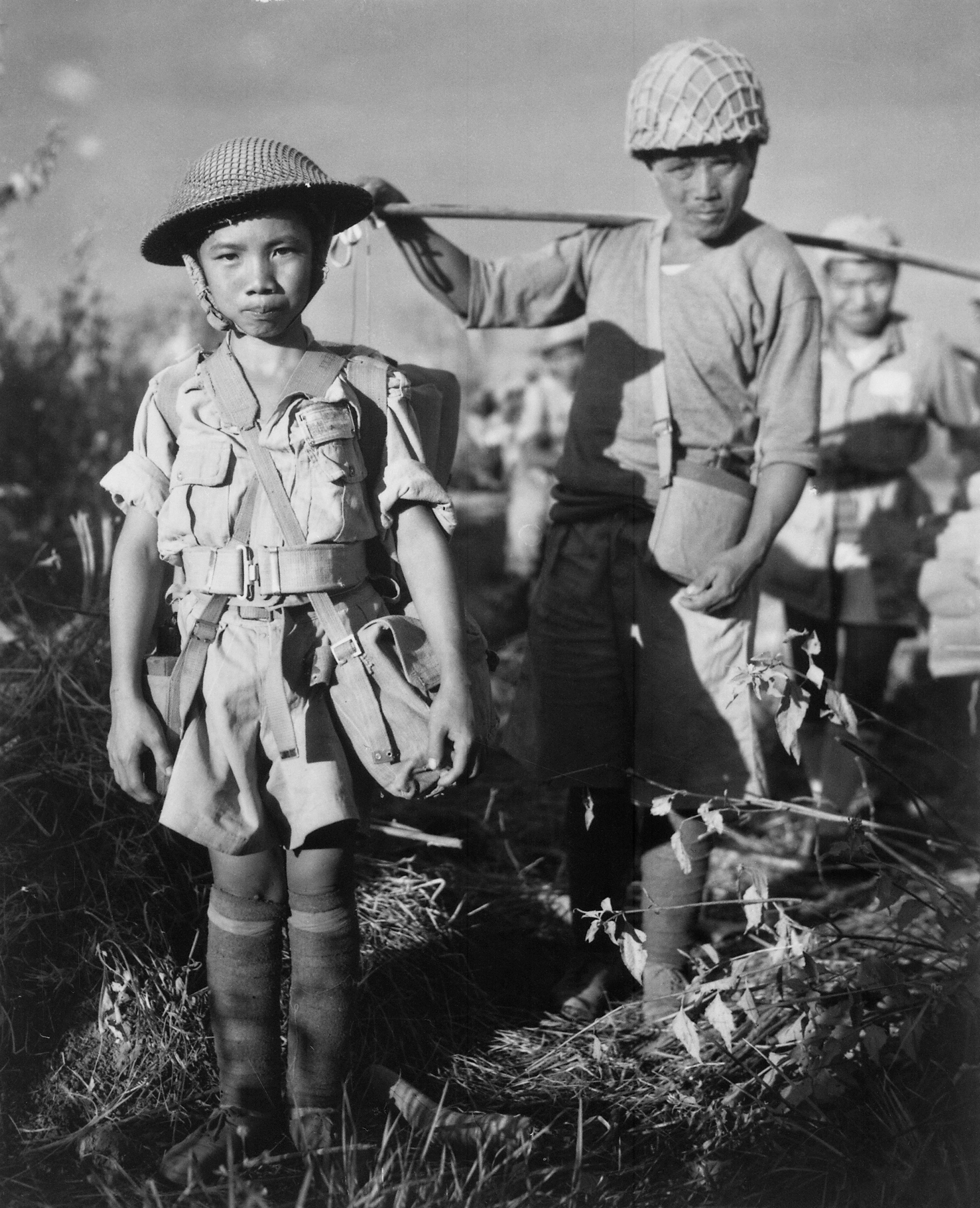
Un bambino-soldato cinese di un'unità dell'X Force, sottoposta al comando di Merrill e Charles N. Hunter, dopo la conquista del campo di aviazione di Myitkyina

Il 17 maggio 1944, dopo un'estenuante marcia di 100 km a quota 2 000 m sulla catena dei Monti Kumon, i circa 1 300 Marauders superstiti, oltre ad elementi dei reggimenti cinesi di fanteria 42° e 150° appartenenti alla X Force, attaccarono gli ignari giapponesi presso il campo di aviazione di Myitkyina. L'attacco di quel giorno all'aviosuperficie fu un successo completo; però, la città di Myitkyina non poteva essere immediatamente espugnata con le forze disponibili. Un assalto iniziale portato da elementi di due reggimenti cinesi fu respinto con gravi perdite. Il servizio informazioni NCAC aveva ancora una volta grossolanamente sottostimato la consistenza delle forze nipponiche nella città, che era stata saldamente rinforzata ed ora contava su una guarnigione di qualcosa come 4 600 difensori giapponesi ben armati e altrettanto motivati. Indebolita dalla fame, la 5307th continuò a combattere fino alla stagione dei monsoni, peggiorando la situazione; trapelò anche che la zona intorno a Myitkyina fosse la più esposta al tifo fluviale, che alcuni Marauders contrassero dormendo su aree infette di suolo non bonificato, terra o erba. Flagellati da febbri e dissenteria micidiali, costretti a dormire nel fango, i Marauders una volta attaccavano, un'altra difendevano in una serie altalenante di brutali scontri convenzionali di fanteria che li opponevano alle forze giapponesi. In un'intervista del 1945, il capitano Fred O. Lyons, ufficiale marauder, raccontava così la natura della lotta:
Dopo l'arrivo di una divisione aerotrasportata dell'esercito cinese come rinforzo, alla fine la città cadde in mano alleata il 3 agosto 1944. Il comandante giapponese fuggì con 600 dei suoi uomini; 187 soldati giapponesi furono catturati, e i rimanenti, circa 3 800 uomini, caddero in combattimento.
Nella loro ultima missione, i Marauders ebbero 272 morti, 955 feriti e 980 evacuati per varie patologie; alcuni morirono poco dopo per malaria, dissenteria amebica e/o tifo fluviale. Per ironia della sorte, i Marauders evacuati dal fronte ricevettero amache da giungla con zanzariera e ripari per la pioggia in cui dormire, attrezzature che avrebbero potuto prevenire diverse malattie se fossero state distribuite prima, durante la campagna. Anche il generale Merrill patì un attacco di cuore, venendo sostituito dal suo vicecomandante, colonnello Charles N. Hunter, che in seguito redasse una caustica relazione sulle direttive di evacuazione medica del generale Stilwell (il che successivamente provocò un'inchiesta dell'Army Inspector General e interpellanze parlamentari). Nel momento in cui Myitkyina fu conquistata, erano presenti solo 200 sopravvissuti dei Marauders originari. Una settimana dopo la caduta di Myitkyina, ossia il 10 agosto 1944, la 5307th fu disciolta con un totale finale di 130 uomini ancora in grado di combattere (su un organico iniziale di 2 997). Dei 2 750 che entrarono in Birmania, ne sopravvissero solo due che non erano mai stati ricoverati per ferite o importanti malattie. Tra gli animali in dotazione, non sopravvisse alcun cavallo ma solo 41 muli.

## Eredità

I colori delle sei squadre da combattimento sono stati incorporati nel moderno basco dei ranger

In poco meno di cinque mesi di combattimento, i Marauders avevano percorso 1 210 km attraverso alcuni dei più duri terreni di giungla del mondo, combattuto in cinque grandi scontri (Walawbum, Shaduzup, Inkangahtawng, Nhpum Ga e Myitkyina) ed impegnato in combattimento l'esercito nipponico in trentadue distinte occasioni, tra cui due battaglie difensive convenzionali per le quali la forza di cui parliamo non era stata concepita né attrezzata. Affrontando i soldati giapponesi, fame, febbri ed altre malattie, avevano percorso nelle loro missioni a lungo raggio un tratto di giungla più vasto di qualunque altra formazione U.S. Army in tutta la Seconda guerra mondiale.
Gli uomini dei Merrill's Marauders godettero del raro privilegio di vedere decorato ciascuno di loro con la Bronze Star. Nel giugno 1944 alla 5307th Composite Unit (provvisoria) fu tributata la Distinguished Unit Citation:
L'unità deve mostrare tale valore, determinazione ed esprit de corps nell'adempiere la sua missione in condizioni estremamente difficili e pericolose da porla su un piano distinto e superiore alle altre unità partecipanti alla stessa campagna.
Il 10 agosto 1944 i Marauders furono incorporati nel 475th Infantry, che continuò ad operare nella Birmania del nord come membro della MARS Task Force (di livello divisionale) fino al febbraio 1945. Il 21 giugno 1945 il 475th Infantry fu rinominato 75th Infantry; di conseguenza c'è un'affinità tra i Merrill's Marauders ed il 75th Infantry, poi divenuto il 75th Ranger Regiment.
Il comandante del 2º battaglione marauder, colonnello George A. McGee entrò a far parte della Ranger Hall of Fame (1992) per valore straordinario ed esemplare condotta in servizio. Roy H. Matsumoto (1993), Henry Gosho (1997) e Grant Hirabayashi (2004), nisei che svolsero la funzione di interpreti per i Marauders, furono anch'essi annoverati nella Ranger Hall of Fame.

## Filmografia
- Obiettivo Burma! - Film (1945)
- L'urlo della battaglia - Film (1962)